# Xenosoma geometrina
Xenosoma geometrina là một loài bướm đêm thuộc phân họ Arctiinae, họ Erebidae.